# Tomasz Blecharczyk
Tomasz Blecharczyk (ur. 1935, zm. 6 sierpnia 2017) – polski nauczyciel i pedagog.

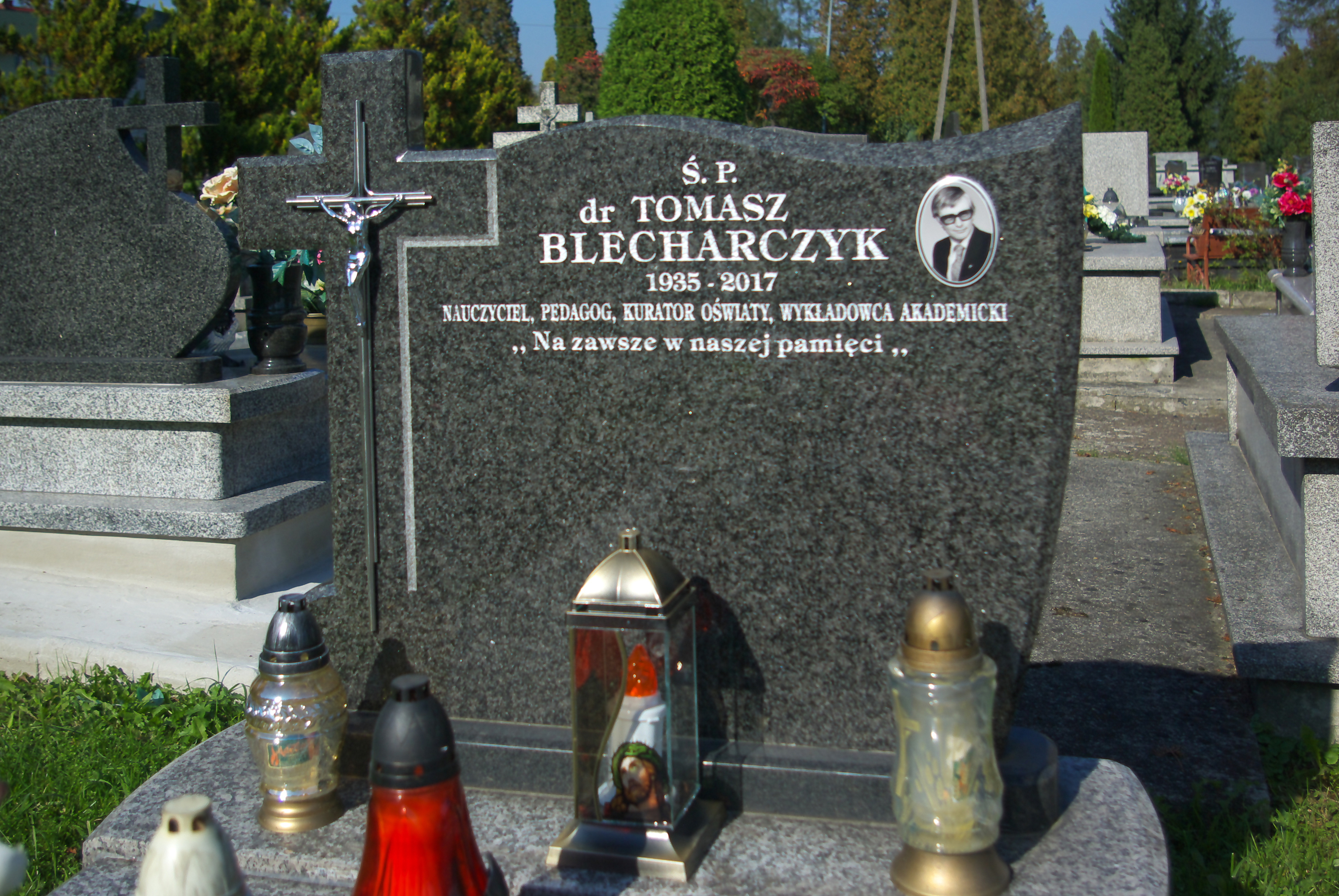
Nagrobek Tomasza Blecharczyka

## Życiorys
Pochodził z Dubiecka. Ukończył Liceum Pedagogiczne w Przemyślu w 1953. Został nauczycielem w szkole podstawowej, a po dwóch latach został powołany do oficerskiej szkoły rezerwy, którą ukończył w 1957 w stopniu podporucznika ludowego Wojska Polskiego. Następnie podjął studia wyższe w zakresie geografii na Wyższej Szkole Pedagogicznej w Gdańsku. Od 1961 do 1965 był nauczycielem w szkole podstawowej w Horyńcu-Zdroju. Po zawarciu małżeństwa przeniósł się wraz z żoną w jej rodzinne strony i został nauczycielem w szkole podstawowej w Olchowcach pod Sanokiem. Po roku, w 1966 został dyrektorem Szkoły Podstawowej nr 2 im. Stanisława Łańcuckiego w Sanoku. Szkoła była placówką numer 100 w województwie rzeszowskim w ogólnokrajowym planie 1000 szkół na Tysiąclecie Państwa Polskiego. Ukończył podyplomowe Studium Organizacji i Zarządzania Oświatą przy Centrum Doskonalenia Nauczycieli w Sulejówku w wymiarze trzech semestrów. W 1971 został nauczycielem geografii i dyrektorem I Liceum Ogólnokształcącego im. Komisji Edukacji Narodowej w Sanoku. Od czasu inauguracji roku szkolnego 3 września 1973 na dyrektorze Blecharczyku wywierano presję, ażeby usunął tablice upamiętniające uczniów szkoły zmarłych podczas II wojny światowej m.in. ZSRR, w tym w ramach zbrodni katyńskiej (czyniła to m.in. działaczka PZPR Helena Grabowska). Ostatecznie, w obawie o swoje stanowisko dyr. Blecharczyk zlecił zdjęcie tablic pod koniec sierpnia 1976, na których dokonano zmian, aczkolwiek nie otrzymał on rekomendacji na kolejną kadencję dyrektora, po upływie dotychczasowej w dniu 30 września 1976 (od 1 września 1976 dyrektorem I LO była wspomniana H. Grabowska). Następnie, przez rok pracował jako pedagog szkolny w I LO. Od 1977 był dyrektorem Liceum Medycznego w Sanoku, a po połączeniu obu placówek był dyrektorem Medycznego Studium Zawodowego i (ponownie) I LO im. KEN w Sanoku w latach 1980–1986.
Podjął studia doktoranckie zorganizowane przez Instytut Doskonalenia Nauczycieli przy Uniwersytecie Warszawskim i uzyskał tytuł naukowy doktora na podstawie rozprawy doktorskiej pt. Ocena pracy nauczyciela w teorii i praktyce pedagogicznej. Został działaczem Związku Nauczycielstwa Polskiego, członkiem Zarządu Głównego ZNP, przewodniczącym komisji pedagogicznej ZG ZNP. Był członkiem społecznej rady programowej czasopisma „Głos Nauczycielski”. Pod koniec lat 80. pełnił stanowisko kuratora wojewódzkiego Kuratorium Oświaty i Wychowania. 15 października 1977 jako delegat uczestniczył w Ogólnopolskim Kongresie Pedagogicznym w Warszawie.
Był członkiem Miejskiego Komitetu Frontu Jedności Narodu w Sanoku. Został wybrany radnym Miejskiej Rady Narodowej (MRN) w Sanoku w 1984 i zasiadł w Komisji Oświaty, Kultury i Sportu. Od 1986 do 1993 był prezesem Szkolnego Związku Sportowego (SZS) w województwie krośnieńskim. Kandydował do Senatu RP w wyborach parlamentarnych w 1991 w okręgu wyborczym województwo krośnieńskie.
Jego żoną została Anna, nauczycielka języka rosyjskiego. Ich synami są Grzegorz (ur. 1960, prawnik, sędzia Sądu Rejonowego i Okręgowego w Krośnie) i Wojciech (ur. 1962, nauczyciel, polityk, burmistrz Sanoka).
Zmarł 6 sierpnia 2017 w wieku 82 lat, a jego prochy zostały pochowane na Cmentarzu Centralnym w Sanoku 9 sierpnia 2017.

## Odznaczenia
- Krzyż Kawalerski Orderu Odrodzenia Polski (1985)[24].
- Odznaka „Zasłużony dla Sanoka”[25].
- Dyplom „za wybitne osiągnięcia i zaangażowanie w pracy ideowo-wychowawczej” przyznany przez władze PZPR (1982)[26].
- Nagroda Ministra Oświaty i Wychowania I stopnia – dwukrotnie (1977[27], 1982[28]).
- Odznaka honorowa „Za zasługi dla województwa krośnieńskiego” (1983)[29].
- „Jubileuszowy Adres” (1984)[30].